# 鳥取県道275号八束水勝見線
鳥取県道275号八束水勝見線（とっとりけんどう275ごう やつかみかちみせん）は、鳥取県鳥取市を通る一般県道である。

## 概要
鳥取市気高町八束水から鳥取市気高町勝見に至る。本路線は国道9号の旧道である。

### 路線データ
- 起点：鳥取県鳥取市気高町八束水（八束水交差点、国道9号交点）
- 終点：鳥取県鳥取市気高町勝見（鳥取県道166号浜村停車場線終点・鳥取市道3410428号浜村観光道路線起点）

## 歴史
- 2012年（平成24年）3月30日 - 鳥取県告示第208・210・212号により、鳥取県道32号郡家鹿野気高線の一部が鳥取市道3410427号勝見6号線・鳥取市道3410428号浜村観光道路線に移行したことに伴い、同路線との重用が解消された[1][2]。

## 路線状況

### 道路施設

#### 橋梁
- 永江新橋（永江川、鳥取市）

## 地理

### 通過する自治体
- 鳥取県
  - 鳥取市

### 交差する道路
| 交差する道路                                              | 交差する場所 | 交差する場所        |
| --------------------------------------------------------- | ------------ | ------------------- |
| 国道9号                                                   | 気高町八束水 | 八束水交差点 / 起点 |
| 鳥取県道198号鷲峰気高線                                   | 気高町八束水 |                     |
| 鳥取県道32号郡家鹿野気高線                                | 気高町勝見   | [ 注釈 1 ]          |
| 鳥取県道166号浜村停車場線 鳥取市道3410428号浜村観光道路線 | 気高町勝見   | 終点                |

### 沿線
- 鳥取市立浜村小学校
- 浜村郵便局
- 浜村警察署 浜村駐在所
- 浜村温泉
- JR西日本山陰本線 浜村駅